# Pachycara crossacanthum
Pachycara crossacanthum är en fiskart som beskrevs av Anderson, 1989. Pachycara crossacanthum ingår i släktet Pachycara och familjen tånglakefiskar. Inga underarter finns listade i Catalogue of Life.